# Elysiaca kiritshenkoi
Elysiaca kiritshenkoi är en insektsart som först beskrevs av Oshanin 1913.  Elysiaca kiritshenkoi ingår i släktet Elysiaca och familjen Dictyopharidae. Inga underarter finns listade i Catalogue of Life.